# Americko-izraelský výbor pro veřejné záležitosti
Americko-izraelský výbor pro veřejné záležitosti (anglicky: American Israel Public Affairs Committee; odtud zkratka AIPAC) je americká zájmová skupina, která v Bílém domě a Kongresu Spojených států amerických lobbuje za silnou americkou podporu Izraele. Je považován za nejmocnější a nejvlivnější lobbistickou skupinu ve Washingtonu. AIPAC se sám označuje jako „Americká proizraelská lobby“. Jedná se o neziskovou organizaci s velkým množstvím členů, mezi jejíž členy patří členové Demokratické strany, Republikánské strany i nezávislých. AIPAC je financován prostřednictvím příspěvků a darů jeho členů.

## Historie

### Počátky (1953–1970)
AIPAC byl založen roku 1953 Izajášem L. Kenenem pod názvem Americko-sionistický výbor pro veřejné záležitosti (AZCPA) coby lobbistická organizace v Americké sionistické radě (AZC). Obě organizace se však odloučily již v roce 1954. Kenen byl lobbistou izraelské vlády, který dříve pracoval na Ministerstvu zahraničních věcí Izraele. Jako lobbista se Kenen odchýlil od obvyklého styku s veřejností praktikovaného AZC tím, že se pokusil rozšířit podporu Izraele mezi tradičně nesionistické skupiny. Vznik AZCPA byl částečně reakcí na mezinárodní kritiku Kibíjského masakru, při kterém izraelská armáda pod velením Ariela Šarona zmasakrovala desítky palestinských vesničanů včetně žen a dětí. Administrativa prezidenta Dwighta D. Eisenhowera podezírala AZC z lobbování s přímým napojením na izraelskou vládu. Organizace se proto rozhodly rozdělit svůj lobbing ve dvou organizacích s vlastním financováním. Podle profesora politologie Kalifornské univerzity, Stevena Spiegela „...byly spory mezi Eisenhowerovou administrativou a izraelskými podporovateli natolik vážné, že kolovaly zvěsti (jak se později ukázalo, tak neopodstatněné), že dojde k vyšetřování Americké sionistické rady. Z toho důvodu byla zformována nezávislý lobbistický výbor, který byl později přejmenován na AIPAC.“
V roce 1959 došlo k přejmenování organizace na Americko-izraelský výbor pro veřejné záležitosti (AIPAC). Ke změně došlo, aby název lépe vystihoval širší záběr mise organizace. Kenen ve své knize, kde popisuje historii AIPACu, uvádí, že Výkonný výbor AIPACu se rozhodl pro změnu názvu z Americko-sionistického výboru pro veřejné záležitosti na Americko-izraelský výbor pro veřejné záležitosti, „aby organizaci zvýšil podporu.“ Internetové stránky AIPACu uvádí, že v současné době se jeho členská základna rozrostla na 100 tisíc.

### Získání vlivu (1970–1999)
V sedmdesátých letech se AIPAC stal (vedle Konference předsedů hlavních amerických židovských organizací (CoP)) hlavní organizací izraelského lobbingu ve Spojených státech amerických. CoP odpovídal za lobbování v exekutivě (prezident Spojených států amerických, Kabinet Spojených států amerických), zatímco AIPAC měl na starosti legislativu (Kongres Spojených států amerických). Ačkoliv od svého vzniku AIPAC působil v pozadí zákonodárného procesu v USA, skutečný vliv začal mít po Jomkipurské válce (1973).
Izraelský historik a politik Micha'el Oren (Kulanu) uvedl, že AIPAC v polovině sedmdesátých let dosáhl finančního a politického vlivu nezbytného k ovlivnění názoru Kongresu. Během tohoto období vzrostl rozpočet AIPAC z 300 000 amerických dolarů v roce 1973 na více než 7 milionů dolarů během vrcholných let vlivu na konci osmdesátých let. Zatímco Kenen vzešel ze sionistického hnutí a první spolupracovníky vybíral z řad dlouholetých aktivistů, v sedmdesátých letech se AIPAC přetransformal do běžné pragmatické lobbistické a poradenské washingtonské společnosti. Zaměstnanci byli vybíráni dle zkušeností s lobbingem a federálním legislativním procesem.
V roce 1976 se předsedou AIPAC stal realitní developer Larry Weinberg, který proslul jako jeden ze spoluzakladatelů týmu NBA Portland Trail Blazers. Weinberg se přátelil s izraelským premiérem Menachemem Beginem (Likud). Naopak si vůbec nerozuměl s americkým prezidentem Jimmym Carterem (Demokratická strana, ve funkci 1977–1981) a navázal se až na prezidenta Ronalda Reagana (Republikánská strana, ve funkci 1981–1989). Weinberg v roce 1980 přivedl do funkce výkonného ředitele AIPAC Toma Dinea, který v této funkci působil až do roku 1993. Během této doby rozšířil politický vliv AIPAC a ovlivňoval americkou politiku na Blízkém východě.
Na začátku osmdesátých let AIPAC zaznamenal dvě politická vítězství, která mu zajistila respektované postavení mezi lobbistickými organizacemi. V roce 1982 dopomohl ke zvolení Dicka Durbina (Demokratická strana) do Sněmovny reprezentantů. Ten ve volebním obvodu Skokie v Illinois porazil dlouholetého poslance Paula Findleye (Republikánská strana). Findley se AIPACu znelíbil tím, že se veřejně zastal Organizace pro osvobození Palestiny. V roce 1984 zase dopomohli demokratickému politikovi Paulu Simonovi ke zvolení senátorem. Jeho protikandidátem byl senátor Charles H. Percy (Republikánská strana). Percy obhajoval, aby Saúdská Arábie mohla od USA koupit letecký systém AEW&C, což nebylo v zájmu Izraele.
V roce 1992 musel na svou funkci předsedy AIPACu rezignovat David Steiner. Ten byl nahrán, jak se chlubí svým politickým vlivem na prosazování zájmů Izraele v USA. Například tvrdil, že uzavřel dohodu s Jamesem Bakerem (Republikánská strana), ministrem zahraničních věcí ve vládě George H. W. Bushe. Steiner uvedl, že s Bakerem dohodl vojenskou pomoc pro Izrael v hodnotě miliard dolarů výměnou za zajištění hlasů židovské komunity v USA. V neposlední řadě prohlásil, že jednal s tehdy nastupujícím prezidentem Billem Clintonem (Demokratická strana) o tom, koho by měl jmenovat do své vlády.

### Současná fáze (od roku 2000)

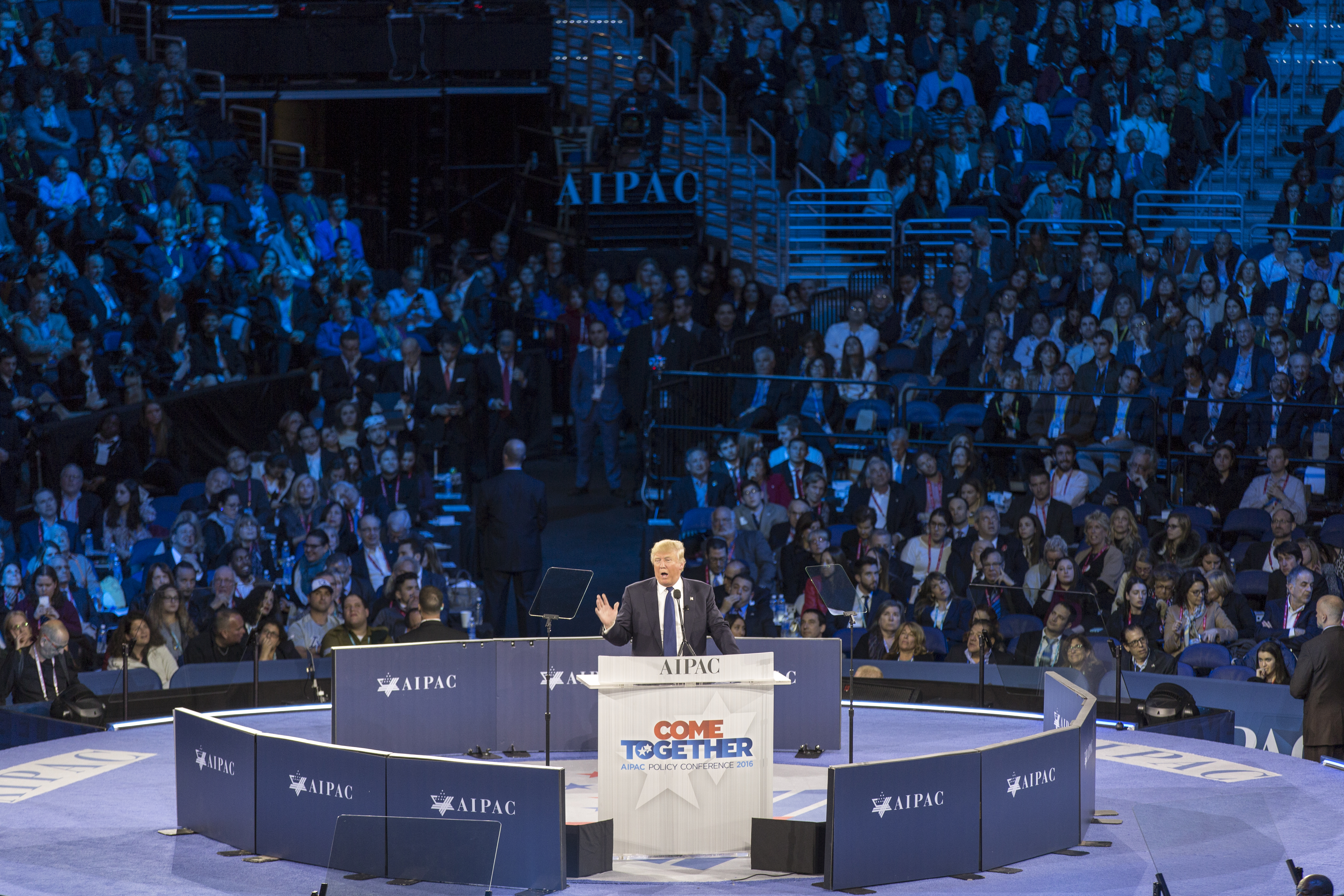
Donald Trump hovoří na konferenci AIPAC (2016)

V roce 2005 se analytik Pentagonu Lawrence Franklin doznal, že prováděl špionáž ve prospěch AIPACu. Franklin vynášel vládní informace řediteli polických agend AIPACu, Steveu J. Rosenovi, a analytikovi AIPACu se zaměřením na Írán, Keithu Weissmanovi. Rosen a Weissman byli následně z AIPACu vyhozeni.
Roku 2006 požadovala poslankyně z Minnesoty Betty McCollum (Minnesotská demokratická zemědělská strana práce) omluvu za to, že představitel AIPACu prohlásil, že její hlasování proti Palestinian Anti-Terrorism Act je „podporování terorismu“.
Roku 2018 AIPAC vydal na své lobbistické aktivity 3,5 milionu dolarů. Šlo spíše o střední sumu mezi lobbistickými organizacemi.
V roce 2019 demokratická poslankyně Ilhan Omar obvinila republikána Kevina McCarthyho, že je v otázce podpory Izraele ovlivnitelný penězi AIPACu.

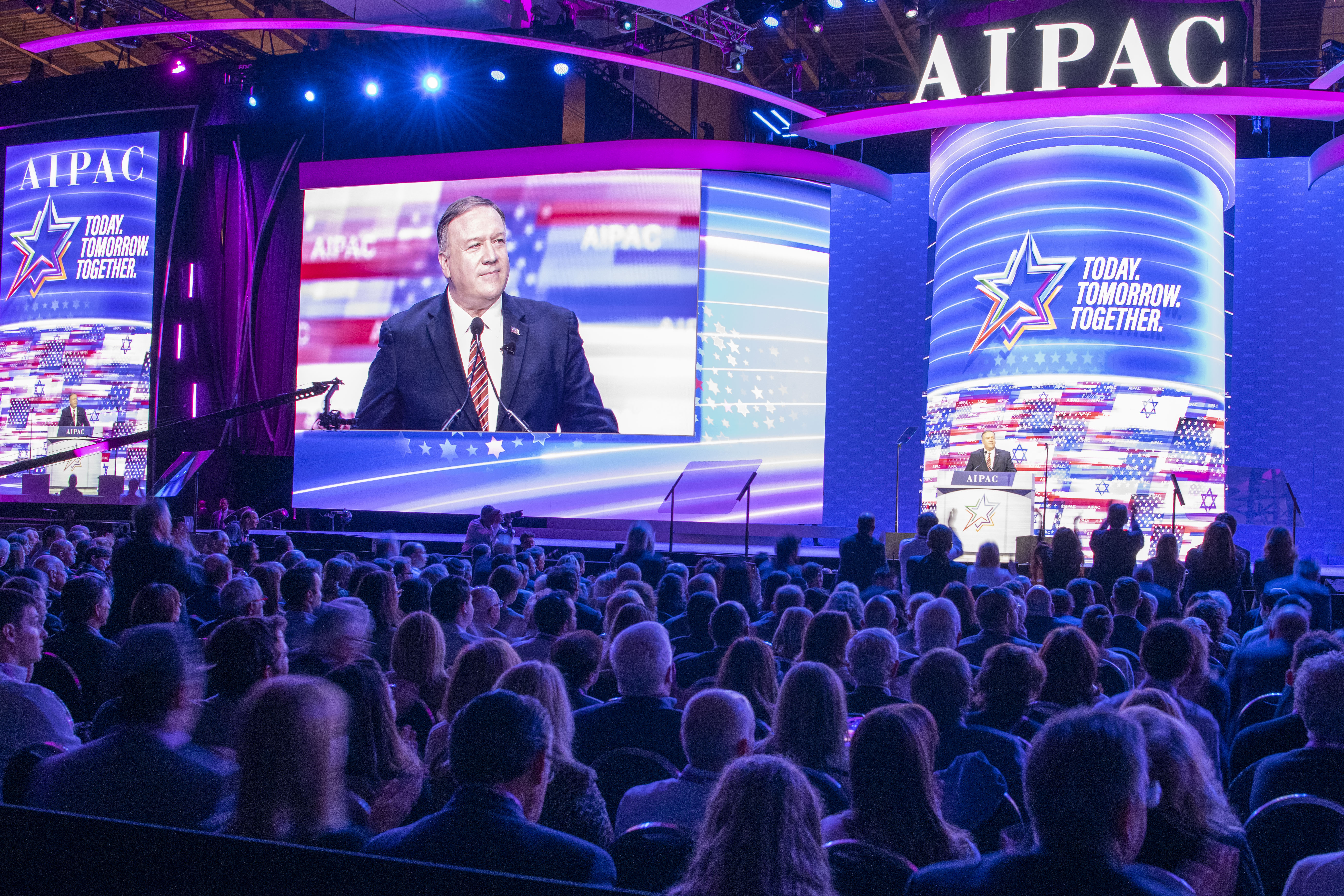
Ministr zahraničních věcí Mike Pompeo hovoří na konferenci AIPAC (2020)

Ke konci roku 2021 AIPAC založil svůj vlastní politický akční výbor (tzv. PAC), jehož prostřednictvím může přímo sponzorovat politické kandidáty. Do té doby kampaně sponzoroval přes zpřátelené proizraelské politické akční výbory. Krok kritizoval bývalý ředitel Tom Dine, podle kterého to může negativně ovlivnit neutralitu organizace. Před volbami 2022 AIPAC představil seznam stovky kandidátů, které ve volbách podpoří. Mezi nimi bylo i 37 republikánských poslanců, kteří hlasovali proti uznání výsledků voleb prezidenta USA z roku 2020. Hlasování se konalo po útoku na Kapitol Spojených států amerických z ledna 2021. Podpora těchto poslanců byla velmi hlasitě kritizována. Politování vyjádřil například i Abraham Foxman, bývalý ředitel Anti-Defamation League.
Roku 2022 bylo odhaleno, že AIPAC sponzoroval miliony dolarů superPAC United Democracy Project, jehož cílem bylo porážet progresivní demokraty. Podporovali se z něj politici z jakýchkoliv stran, kteří stáli proti progresivnímu křídlu Demokratické strany (v Kongresu zastoupenému hlavně političkami, jako jsou Alexandria Ocasio-Cortez, Ilhan Omar nebo Rashida Tlaib). V srpnu 2024 takto prohrála demokratické primárky v Missouri poslankyně Cori Bush poté, co kritizovala postup Izraele ve válce s palestinským Hamásem. United Democracy Project investoval 8,5 milionu dolarů do kampaně jejího soupeře Wesleyho Bella. Podobný osud potkal také demokratického poslance za stát New York, Jamaala Bowmana, který rovněž kritizoval podporu americké vlády Izraeli ve výše uvedeném konfliktu. Proti Bowmanovi se v primárkách postavil proizraelský kandidát George Latimer. Šlo do té doby o nejdražší kampaň v demokratických primárkách na post poslance. Latimer obdržel 15 milionů dolarů od různých PACs napojených na AIPAC. SuperPAC United Democracy Project dále v roce 2024 podpořil v demokratických primárkách v Pensylvánii proizraelskou kandidátku Bhavini Patel. Ta vyzvala poslankyni Summer Lee, která rovněž během války kritizovala Izrael. Lee ovšem přesto dokázala zvítězit.
V srpnu 2024 bylo ústředí AIPACu ve Washingtonu poničeno protiizraelskými protestujícími.

## Snahy a aktivity

### Cíle
AIPAC podle vlastních slov uvádí, že jeho účelem je lobbovat u Kongresu Spojených států amerických v rámci otázek a zákonů, které zahrnují:
- Tlak na Palestinskou autonomii za účelem dodržování jejího závazku boje proti terorismu a boje proti podněcování vůči Izraeli.
- Posílení svazků mezi Washingtonem a Jeruzalémem, prostřednictvím sdílení informací tajných služeb, vojenské spolupráce a ekonomické pomoci (v roce 2006 celkem 2,52 miliardy dolarů).
- Odsouzení Íránu za jeho snahy získání jaderných zbraní a zpochybňování holocaustu a prosazení finančních sankcí, které by měly zbrzdit jeho jaderné ambice.
- Tvrdý postoj vůči zemím a skupinám nepřátelským k Izraeli.
- Prosazení demokracie na Blízkém východě.

AIPAC však ovlivňuje zákonodárce jinými způsoby:
- Párování člena AIPAC se sdílenými zájmy s členem Kongresu. Sheryl Gay Stolberg nazývá systém „klíčových kontaktů“ AIPAC „tajemstvím“ a cituje Toma Dinea, který řekl, že kancelář AIPAC může oslovit „pět až 15“ klíčových kontaktů pro každého senátora.
- Pečlivě připravené cesty do Izraele pro zákonodárce a další tvůrce veřejného mínění. Všechny náklady jsou hrazené charitativní odnoží AIPAC, Americko-izraelskou vzdělávací nadací. Jen v roce 2005 navštívilo Izrael více než sto členů Kongresu, někteří několikrát.
- Kultivování studentských vůdců, jako jsou prezidenti studentských sborů. Na vysokých školách poskytuje „školení politického vedení“ skupinám proizraelských vysokoškoláků. Jedná se o snahu „vybudovat silnější proizraelské hnutí mezi studenty na univerzitách i mimo ně“.
- Šíření sympatií k Izraeli mezi širokou veřejností.

### Americko-izraelská vzdělávací nadace
Americko-izraelská vzdělávací nadace (AIEF) je sesterskou organizací AIPACu. Jde o neziskovou organizaci, která se věnuje vzdělávání. Organizace například pořádá vzdělávací zájezdy do Izraele pro americké politiky.
Jen v roce 2019 AIEF organizovala zájezd pro 72 členů Kongresu: 41 demokratů a 31 republikánů. Podle kritiků však tyto zájezdy představují nástroj propagandy, spíše než vzdělávání. Mají také posilovat izraelský narativ v konfliktu s Palestinou.